# 尼古拉斯·洛代羅
尼古拉斯·洛代羅（西班牙語：Nicolás Lodeiro；1989年3月21日—）是一位烏拉圭足球運動員。在場上的位置是攻擊型中場。他現在效力於美職聯球隊西雅圖海灣者。他也代表烏拉圭國家足球隊參賽。